# 龙游东站
龙游东站位于浙江省衢州市龙游县湖镇镇，是沪昆铁路上的车站。车站由上海局集团金华车务段管辖，货运办理整车发到业务，为龙游县唯一的货运站。车站作为浙赣铁路电气化工程的一部分于2004年7月开工:155，2006年6月5日开通，以分流原龙游站的货运业务。
龙游东站拥有一条专用线和一个综合型货场。其中货场面积340亩，内设有6条货物线及大型门吊四台，主要到发货品为粮食类、煤炭类、化肥类、非矿类及金矿类；专用线通往中石化浙江衢州石油分公司十里铺油库。车站周边预留有粮食交易市场、集装箱堆场、散堆场等配套项目:155。